# Holtum (Wegberg)
Holtum ist ein Ortsteil der Mittelstadt Wegberg im Kreis Heinsberg im Bundesland Nordrhein-Westfalen.

## Geografie

### Lage
Holtum liegt südöstlich von Wegberg und liegt an der Kreisstraße 25.

### Nachbarorte
| Uevekoven | Beeck                                       |             |
|           | Kompassrose, die auf Nachbargemeinden zeigt | Schönhausen |
| Grambusch |                                             | Isengraben  |

## Geschichte und Kapelle

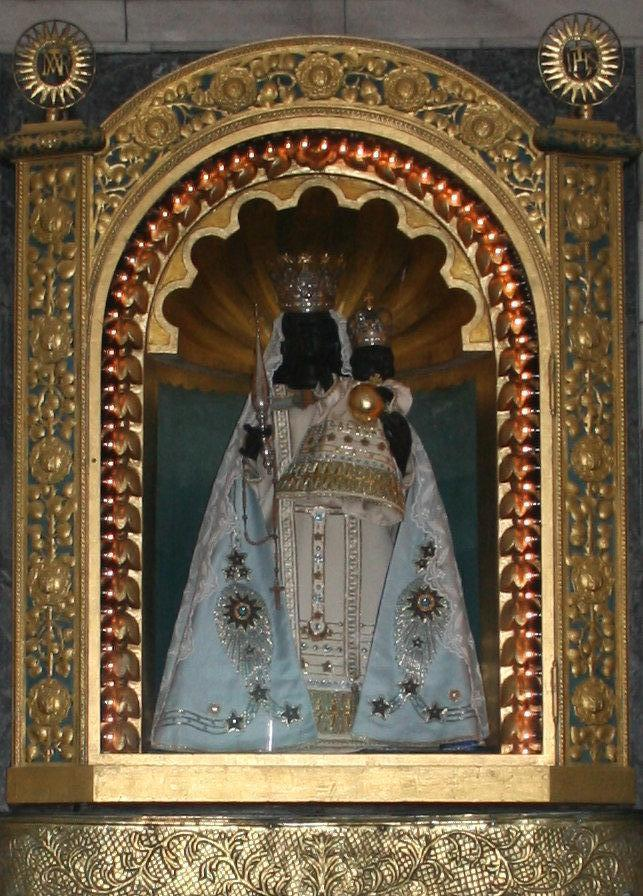
Gnadenbild in der Kapelle

Der Ortsteil Holtum ist seit dem Mittelalter Ziel von Pilgern aus der nahen und fernen Umgebung. Belegt ist, dass im Jahre 1644 ein Ehepaar das Geld für den Bau der ersten Kapelle spendeten. Vermutlich liegt der Ursprung der Wallfahrt noch vor dieser Zeit. Im Jahre 1684 wurde eine neue Kapelle errichtet, da die bisherige gravierende Bauschäden zeigte. Diese neue Loretokapelle ist heute noch Teil der ganzen Anlage, in der das Holtumer Gnadenbild aufbewahrt wird. 1757 wurde die St. Joseph-Kapelle angebaut. 1888 wurde der Grundstein für die zweistöckige neugotische Hauptkirche gelegt. Die Marienverehrung findet jährlich unter dem Namen „Holtumer Oktav“ im Sommer statt.

## Infrastruktur
- Es existieren eine Möbelfabrik, eine Firma zur Herstellung von Apfel- und Rübenkraut, vier Pferdehöfe teilweise verbunden mit Landwirtschaft, zwei Malerbetriebe, ein Garten- und Landschaftsbaubetrieb, eine Imkerei und einige Kleingewerbebetriebe.
- Ein Kinderspielplatz ist vorhanden.

Die AVV-Buslinien 411 und SB8 der WestVerkehr verbinden Holtum wochentags mit Wegberg und Erkelenz. Abends und am Wochenende kann der MultiBus angefordert werden.
| Linie | Verlauf |
| ----- | --- |
| 411   | morgens: Kehrbusch → Isengraben → Flassenberg → Rath-Anhoven Schule → Schönhausen → Felderhof → Bissen bei Beeck → Moorshoven → Holtum → Uevekoven → Wegberg → Beeck Grundschule morgens: Bissen → Busch → Holtmühle → Kipshoven → Gripekoven – Ellinghoven → Beeck Grundschule → Wegberg mittags/nachmittags: Wegberg → Beeck Grundschule → Holtum → Uevekoven → (Bissen →) Busch → Holtmühle → Kipshoven → Gripekoven → Ellinghoven → Moorshoven → Bissen bei Beeck → Felderhof → Schönhausen → Rath-Anhoven Schule → Isengraben → Flassenberg → Kehrbusch |
| SB8   | Schnellbus: Erkelenz Bf – Erkelenz Burg / Erkelenz ZOB – Holtum – Uevekoven – Wegberg – Harbeck – Berg – Rickelrath – Schwaam – Venheyde – Merbeck – Abzw. Tetelrath – Silverbeek – Niederkrüchten |

## Sehenswürdigkeiten

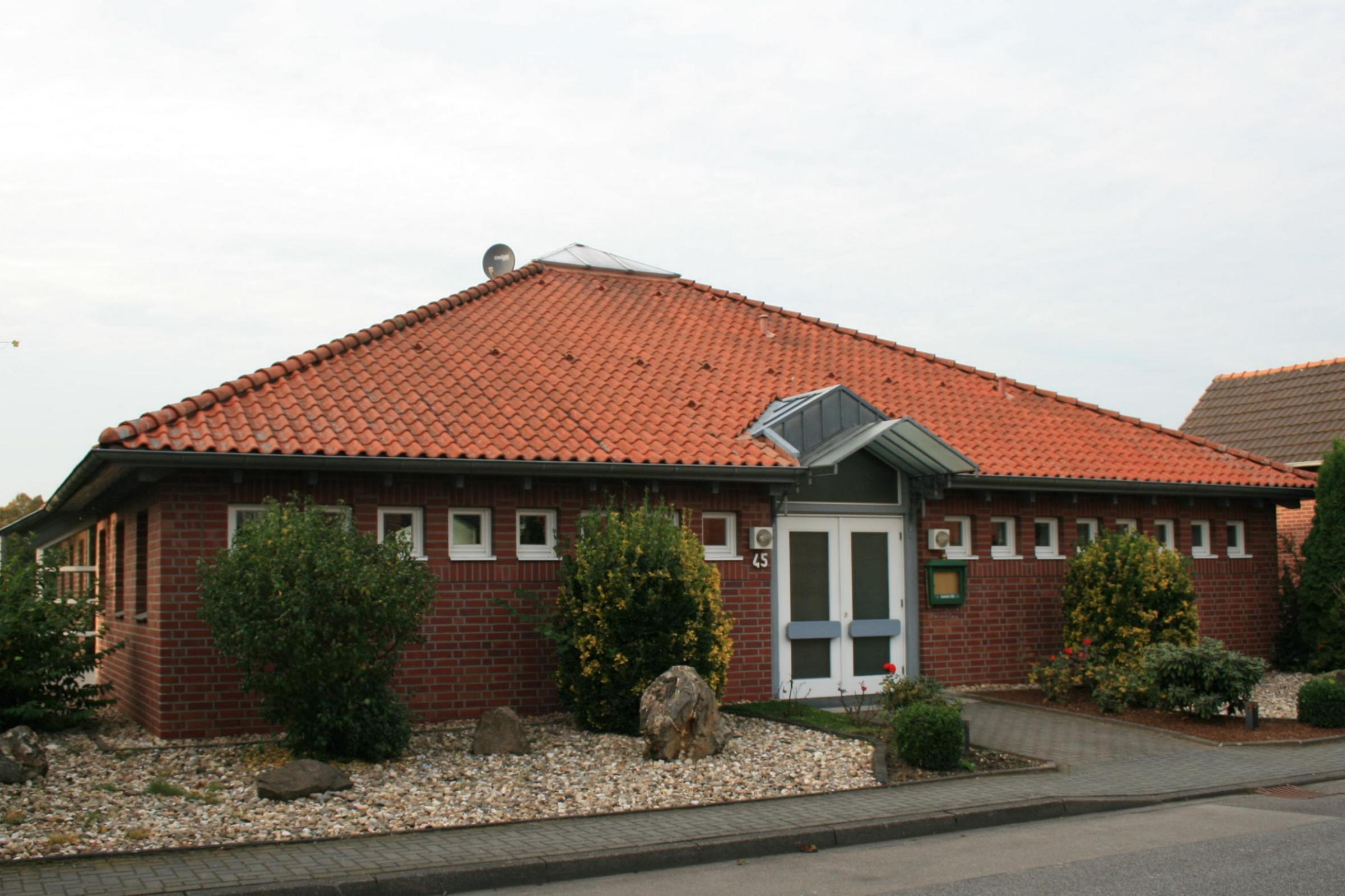
Pilgerheim in Holtum

- Wallfahrtskapelle mit Gnadenbild, als Denkmal Nr. 48
- Wegekreuz, am Weg nach Isengraben, als Denkmal Nr. 49
- Wegestock, am Weg nach Moorshoven, als Denkmal Nr. 51
- Pilgerheim, Baujahr 1991–1993 mit Eigenleistung

## Vereine
- Verein Erholung e. V., zuständig für die Belange des Ortes Holtum
- Kapellenverein Holtum, zuständig für die Belange der Kapelle und der Holtumer Oktav
- St.-Martin-Gesellschaft, organisiert das traditionelle St.-Martinsfest
- Freiwillige Feuerwehr Wegberg, Löschgruppe Moorshoven, zuständig auch für die Ortschaft Holtum